# 李鉴洲

李鉴洲

李鉴洲（1899年1月19日—1966年9月16日），名朝阳，云南祥云人，中国共产党党员，曾任中国人民解放军滇桂黔边纵队第八支队司令员，楚雄专署副专员。

## 生平
李鉴洲出生于祥云县下庄乡江场邑村的一个农户家庭，11岁时母亲逝世。17岁时，赴昆明省立甲等农业学校工作，两年后至孙渡军中任文职，并自学中医。抗日战争期间先后担任滇缅公路局科员、畹町汽车管理站主任。1942年5月回到祥云，1943年，任龙润乡（即下庄）乡长，期间他大力进行治安整顿，组建祥云、弥渡五乡镇中河水利委员会治理水患，创立祥云县立初级中学第一分校（今祥云四中）。1945年8月，他辞去乡长职务，转而从医。1946年，促成祥弥五乡镇民间治安委员会成立，并任副主任兼中队长，后因其坚持正义得罪当局，致使治安委员会被迫撤销。1948年8月成为中国共产党候补党员后，开始在中共领导下组织武装斗争。1949年4月，组建起千余人的滇西人民自卫团，李鉴洲任军政委员会主任委员兼滇西地方行政委员会主任委员，指挥滇西人民自卫团先后解放了弥渡、盐丰县城。同年9月，滇西人民自卫团整编为中国人民解放军滇桂黔边纵队第八支队，李鉴洲任司令员。1950年3月，任楚雄专署副专员。同年10月调任滇藏公路局副局长。后调云南省交通厅。1953年3月，在“三反”运动中被禁闭审查，由无中生有的检举材料被污蔑为恶霸地主分子，1955年6月由中共楚雄地委取消候补党员资格，1955年7月6日以贪污、贩毒罪逮捕，送往云南省公安厅第一监狱关押。1956年11月获释，安置在昆明市人民委员会参事室工作，1966年病逝于昆明。其妻子子女均受到牵连，妻子被判为反革命，与之离婚；长子、二女儿受尽酷刑；次子以反革命判刑十年；三子、四子流落街头，被人收养；侄子、孙女因无人抚养而饿死。1978年十一届三中全会后，中共楚雄州委开始调查李鉴洲案件，1983年9月15日为其平反。之后他的骨灰从昆明迁回下庄安葬，1993年楚雄州人民政府及祥云县人民政府为其修建墓碑，现位于祥云四中新校区内的边纵八支队纪念碑附近。